# Крупище
Крупище (на македонска литературна норма: Крупиште) е село в централната част на Северна Македония, община Карбинци.

## География
Селото е разположено в долината на река Брегалница, на левия ѝ бряг, северно от град Щип.

## История
Край Крупище има две антични и средновековни укрепления - Цапар на изток и Кале на север. На рида Клетовник на запад е открита Клетовнишката ротонда. На Калето, североизточно от Крупище са открити останки от голям петапсиден храм - Крупищката базилика. Открит е още един храм - така наречената Цървена църква, както и голям брой надписи-графити.
През XVII век, на темели от стара трикорабна базилика е изградена църквата „Свети Никола“.
В XIX век Крупище е село в Щипска кааза на Османската империя. Според статистиката на Васил Кънчов („Македония. Етнография и статистика“) от 1900 г. Крупище има 144 жители, всички българи християни.
В началото на XX век жителите на селото са под върховенството на Българската екзархия. По данни на секретаря на екзархията Димитър Мишев („La Macédoine et sa Population Chrétienne“) през 1905 година в Крупища има 176 българи екзархисти.
През март 1915 година 45-годишния българин Пано Чифутски е убит, а 3 моми са изнасилени от сръбските окупатори.
Според преброяването от 2002 година селото има 336 жители, от които:
| Националност | Всичко |
| македонци    | 313    |
| албанци      | 0      |
| турци        | 12     |
| роми         | 0      |
| власи        | 10     |
| сърби        | 0      |
| бошняци      | 0      |
| други        | 1      |